# 21. Festiwal Polskich Filmów Fabularnych w Gdyni
21. Festiwal Polskich Filmów Fabularnych odbył się w 1996 w Gdyni.

## Laureaci
Grand Prix - Złote Lwy: nie przyznano
Nagroda Specjalna Jury:
- Poznań 56, reż. Filip Bajon
- Gry uliczne, reż. Krzysztof Krauze
- Cwał, reż. Krzysztof Zanussi

Nagrody indywidualne:
- reżyseria: Władysław Pasikowski Słodko gorzki
- pierwszoplanowa rola kobieca: Maja Komorowska Cwał
- pierwszoplanowa rola męska: Jerzy Kamas Kratka
- drugoplanowa rola kobieca: Beata Tyszkiewicz Niemcy
- drugoplanowa rola męska: Jerzy Trela Autoportret z kochanką
- za role dziecięce: 
  - Marcelina Zjawińska Autoportret z kochanką,
  - Bartosz Obuchowicz Cwał,
  - Mateusz Hornung(inne języki) i Arkadiusz Walkowiak Poznań 56,
  - Michał Michalak Kratka
- scenariusz: Renata Frydrych Odwiedź mnie we śnie
- zdjęcia: Łukasz Kośmicki Gry uliczne, Poznań 56
- za debiut reżyserski: Paweł Łoziński Kratka
- scenografia: Anna Wunderlich, Przemysław Kowalski Poznań 56
- kostiumy: Małgorzata Braszka Poznań 56
- montaż: Ewa Romanowska-Różewicz Gry uliczne
- muzyka: Marcin Pospieszalski, Tomek Lipiński Słodko gorzki
- dźwięk: Marek Wronko Poznań 56

Nagroda Dziennikarzy: Cwał, reż. Krzysztof Zanussi
Złoty Paw, nagroda dziennikarzy za najgorszy film festiwalu: Deszczowy żołnierz, reż. Wiesław Saniewski („Nagroda” w rzeczywistości nieistniejąca i niewręczona, choć ogłoszona i omawiana w wielu publikacjach w trakcie i po festiwalu. W następnych latach przyznawania tego rodzaju „nagrody” nie kontynuowano z wyjątkiem roku 2000, gdy tę nagrodę otrzymał film Enduro Bojz.)
Złoty Klakier dla najdłużej oklaskiwanego filmu: Cwał, reż. Krzysztof Zanussi
Nagroda „Video Studio Gdańsk”: Złote runo, reż. Janusz Kondratiuk
Nagroda Fundacji Kultury Polskiej: Deszczowy żołnierz, reż. Wiesław Saniewski
Nagroda redakcji „Gościa Niedzielnego”: Cwał, reż. Krzysztof Zanussi

## Jury
- Wojciech Marczewski (przewodniczący) – reżyser filmowy i telewizyjny, scenarzysta, grafik
- Ewa Braun – dekorator wnętrz, scenograf
- Andrzej Fidyk – reżyser i scenarzysta
- Magdalena Łazarkiewicz – reżyser, scenarzysta
- Bolesław Michałek – krytyk filmowy
- Stanisław Radwan – kompozytor
- Stanisław Różewicz – reżyser i scenarzysta
- Ewa Wiśniewska – aktorka
- Wiesław Zdort – operator filmowy

## Filmy konkursowe
Autoportret z kochanką, reż. Radosław Piwowarski
Cwał, reż. Krzysztof Zanussi
Deszczowy żołnierz, reż. Wiesław Saniewski
Dzieci i ryby, reż. Jacek Bromski
Dzieje mistrza Twardowskiego, reż. Krzysztof Gradowski
Dzień wielkiej ryby, reż. Andrzej Barański
Gry uliczne, reż. Krzysztof Krauze
Kratka, reż. Paweł Łoziński
Matka swojej matki, reż. Robert Gliński
Niemcy, reż. Zbigniew Kamiński
Odwiedź mnie we śnie, reż. Teresa Kotlarczyk
Poznań 56, reż. Filip Bajon
Słodko gorzki, reż. Władysław Pasikowski
Szamanka, reż. Andrzej Żuławski
Twierdza szczurów, reż. Andrzej Jasiewicz
Urok wszeteczny z cyklu Opowieści weekendowe, reż. Krzysztof Zanussi
Wirus, reż. Jan Kidawa-Błoński
Złote runo, reż. Janusz Kondratiuk

## Pokazy specjalne
Król olch, reż. Volker Schlöndorff
Historia Lilian, reż. Jerzy Domaradzki
Panna Nikt, reż. Andrzej Wajda
Pułkownik Bunkier, reż. Kujtim Cashku
Ucieczka, reż. Livia Gyarmathy